# Arpad Wigand
Arpad Wigand (ur. 13 stycznia 1906 w Mannheimie, zm. 26 lipca 1983 tamże) – dowódca SS i policji w Warszawie podczas okupacji niemieckiej i SS-Oberführer. Zbrodniarz hitlerowski.
Członek NSDAP i SS. W latach 1931–1932 był adiutantem w SS-Standarte 20. Następnie do 1934 roku pełnił służbę w sztabie SS-Regionu XI. Później do 1935 Wigand był oficerem do zadań specjalnych w SS-Standarte 1 i SS-Nadregionie „Sud”, a od roku 1935 do roku 1937 dowodził III Batalionem SS-Standarte 1 i pełnił obowiązki dowódcy SS-Standarte 70. Do wybuchu II wojny światowej dowodził jeszcze SS-Standarte 16 i służył jako oficer SD w SS-Nadregionie „Ost”.
Od września do listopada 1939 roku pełnił służbę jako oficer SD w SS-Nadregionie „Sudost”, a od maja 1940 roku stał na czele SD Leitasbschnitt we Wrocławiu. Od 4 sierpnia 1941 roku do 23 kwietnia 1943 roku był dowódcą SS i policji w Warszawie. Współodpowiedzialny za zagładę warszawskich Żydów i terror stosowany wobec polskiej ludności miasta. W maju roku 1942 Wigand został członkiem Waffen-SS, dowodził następnie plutonem w SS Gebirgsjagerreg. Pod koniec wojny pełnił też funkcję dowódcy III Batalionu SS Freiwilligen-Gebirgsjäger Regiment 13 „Arthur Phleps”.
Po wojnie znalazł się w brytyjskiej niewoli i został wydany Polsce. W 1950 roku Wigand został skazany przez Sąd Okręgowy w Warszawie za zbrodnie przeciw ludzkości na 15 lat pozbawienia wolności, ostatecznie jednak zwolniono go już w 1956 roku i deportowano do RFN. W 1961 roku został zatrzymany przez zachodnioniemiecki wymiar sprawiedliwości i oskarżony o udział w zabójstwie przynajmniej 2300 Żydów w Warszawie. Tym razem Wigand skazany został na 12 lat i 6 miesięcy więzienia.